# Wurfrahmen 40

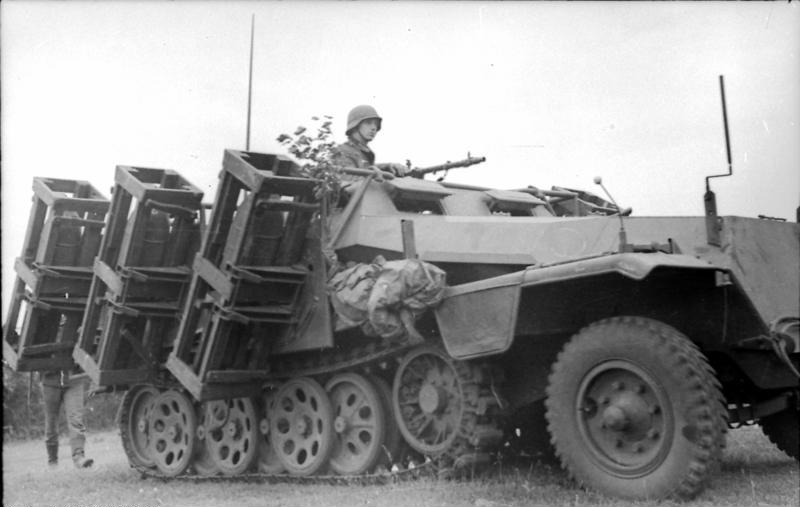
Wurfrahmen 40 en juin 1942.

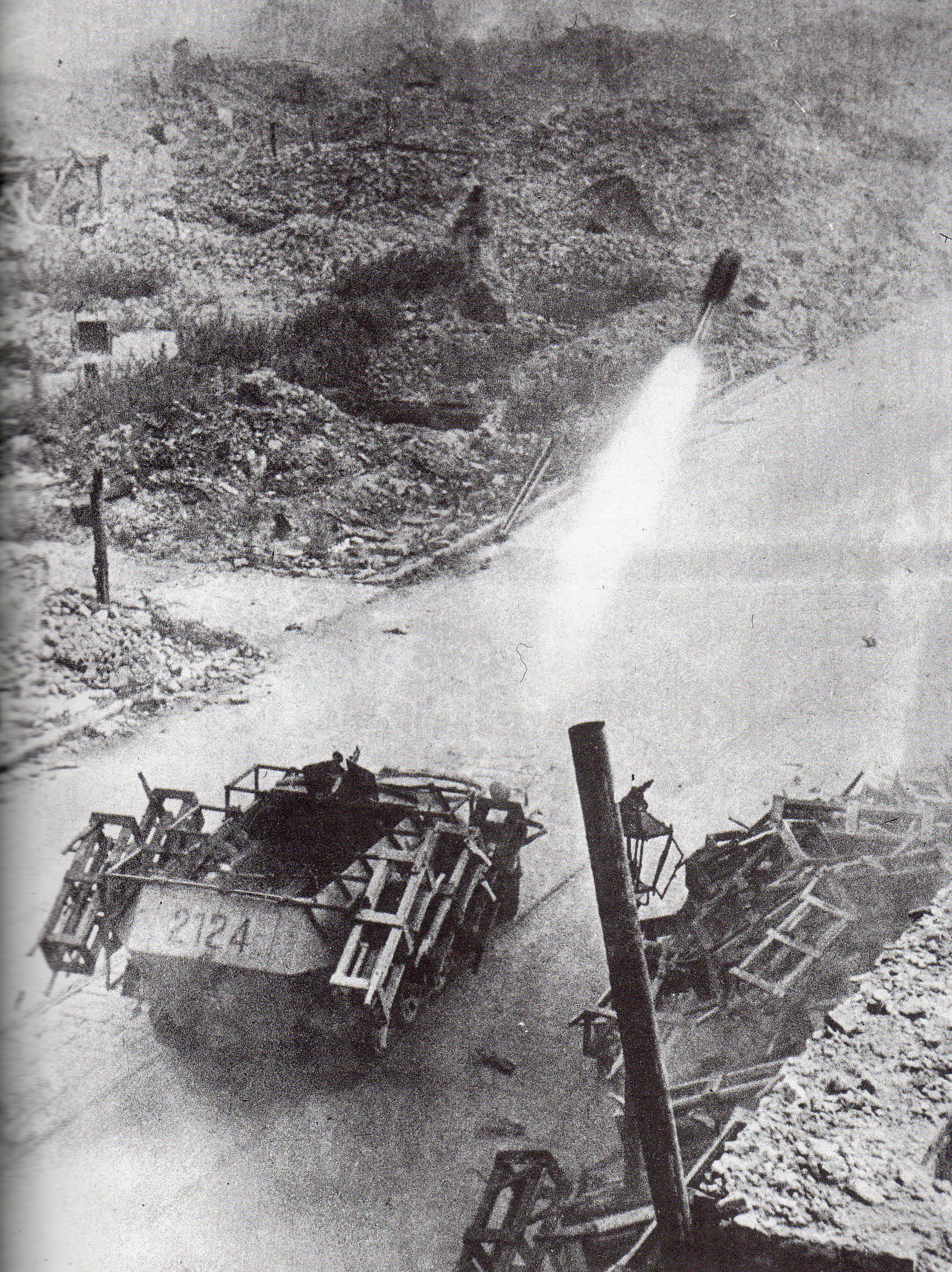
Tirs sur les positions polonaises pendant l'insurrection de Varsovie.

Le Wurfrahmen 40 (« support de lancement 40 ») était un véhicule lance-roquettes multiples allemand pendant la Seconde Guerre mondiale.

## Description
Il combinait le semi-chenillé SdKfz 251 avec des tubes lance-roquettes pour former un véhicule d'artillerie plus mobile et plus blindé que le Nebelwerfer. Surnommé « Stuka zu Fuss » (Stuka sur pied [au sol] ou Stuka qui marche), il était réputé pour le fort son émis lors des tirs.
Après la bataille de France, l'état-major allemand décida de créer un lanceur de roquettes Wurfgerät 40.
L'arme était composée de six armatures, disposées équitablement de chaque côté du véhicule, qui lançaient des roquettes explosives (Sprengranate) de 30 centimètres. Les armatures étaient orientables et permettaient donc d'ajuster l'angle de tir de +5 à +40°. Des roquettes incendiaires (Flammgranate) de 28 et 32 centimètres ont été également utilisées sur cet appareil.
Le véhicule était équipé d'une ou deux mitrailleuses maschinengewehr 34 ou maschinengewehr 42 pour assurer la protection des sept hommes d'équipage.
La durée totale des tirs était d'environ dix secondes avec une portée de 1,9 km pour les roquettes explosives et 2,2 km pour les roquettes incendiaires. Des variantes avec un nombre de tubes et des roquettes d'un diamètre différents ont également existé.
Il peut être considéré comme la base technique du Panzerwerfer 42 et le pendant allemand de la Katioucha soviétique.
Comme avec l'ensemble de l'artillerie à roquettes de l'époque, les projectiles étaient connus pour être plutôt imprécis et donc ils étaient utilisés en tir concentré sur une cible. Les roquettes avaient un avantage sur les obus car elles étaient plus faciles à produire et à transporter.